# De zandrekenaar
De zandrekenaar (Oudgrieks Αρχιμήδης Ψαμμίτης, Archimedes Psammites) is een werk van de hellenistische geleerde Archimedes. In dit werk doet Archimedes een poging een bovengrens vast te stellen voor het aantal zandkorrels dat in het universum past. Om dit doel te bereiken, moest hij op basis van het in zijn tijd gangbare astronomische model een schatting maken van de grootte van het universum. Ook moest hij een manier vinden om over zeer grote aantallen te spreken. Het werk, dat ook bekendstaat onder de naam  Archimedis Syracusani Arenarius & Dimensio Circuli, is in vertaling ongeveer 8 paginas lang. Het is gericht aan de Syracusische koning Gelo II (een zoon van Hiero II van Syracuse) en is waarschijnlijk het meest toegankelijke werk van Archimedes; in zekere zin is het het eerste onderzoeksartikel uit de geschiedenis.

## Naamgeving van grote getallen
Eerst moest Archimedes echter een systeem bedenken om grote getallen een naam te geven. In het getalsysteem dat in zijn tijd in gebruik was kon men getallen uitdrukken in verhouding tot een myriade (μυριάς - 10.000) uitdrukken, en door gebruik te maken van het woord "myriade" zelf, kan men dit onmiddellijk uitbreiden tot het benoemen van alle nummers tot een myriade van myriaden (108). Archimedes noemde de getallen tot 108 "de eerste getallen". 108 zelf noemde hij de "eenheid van de tweede getallen". Veelvouden van deze eenheid werden vervolgens de tweede getallen. De tweede getallen liepen tot 108 * 108 = 1016. Dit getal noemde Archimedes "eenheid van de derde getallen", waarvan veelvouden de derde getallen waren, enzovoort. Archimedes ging met het op deze wijze benoemen van getallen door tot een myriade van myriaden keer de eenheid van de 108-e-getallen, dat wil zeggen 
{\displaystyle (10^{8})^{(10^{8})}=10^{8\cdot 10^{8}}}.
Na dit gedaan te hebben noemde Archimedes de getallen, die hij had gedefinieerd de "getallen van de eerste periode", en noemde hij de laatste, {\displaystyle 10^{8\cdot 10^{8}}}, de "eenheid van de tweede periode". Hij bouwde vervolgens de getallen van de tweede periode door veelvouden van deze eenheid te nemen op een analoge wijze aan de manier waarop de getallen van de eerste periode werden geconstrueerd. Op deze manier doorgaand, komt men uiteindelijk tot de getallen van de "myriade van myriadsiche" periode. Het grootste getal dat door Archimedes in "De zandrekenaar" werd genoemd was het laatste getal in deze periode,  
{\displaystyle \left((10^{8})^{(10^{8})}\right)^{(10^{8})}=10^{8\cdot 10^{16}}}.
Een andere manier om dit getal te beschrijven is een één gevolgd door (korte schaal) tachtig biljard (80·1015) nullen.
Het systeem doet denken aan een positioneel getallenstelsel met grondtal 108. Dit is opmerkelijk omdat de oude Grieken een zeer eenvoudig systeem voor het schrijven van getallen gebruikten. Dit systeem gebruikt de 27 verschillende letters uit het Griekse alfabet voor de eenheden 1, 2, ... 9, de tientallen 10, 20, ... 90 en de honderdtallen 100, 200, ... 900.
Archimedes ontdekte en bewees ook de wet van exponenten
{\displaystyle 10^{a}10^{b}=10^{a+b}}
Kennis van deze wet is noodzakelijk is om machten van 10 te kunnen manipuleren.

## Schatting van de grootte van het universum
Archimedes maakte vervolgens een schatting van de bovengrens van het aantal zandkorrels, dat nodig is om het universum in zijn totaliteit te vullen. Hij ging daarbij uit van het heliocentrische model van Aristarchus van Samos. Het werk van Aristarchus over het helocentrisme is verloren gegaan; De zandrekenaar is een van de weinige overgebleven verwijzingen naar de theorie van Aristarchus. De reden voor de grootte van dit model is dat de Grieken met de beschikbare technieken niet in staat waren om de stellaire parallax te observeren, hetgeen impliceert dat elke parallax uiterst klein moet zijn en dat de sterren zich dus op grote afstand van de aarde (wij gaan uit van het heliocentrisme) moeten bevinden.
Volgens Archimedes had Aristarchus niets gezegd over hoe ver de sterren van de aarde verwijderd waren. Archimedes moest derhalve zelf een aanname doen; hij nam aan dat het  heelal bolvormig is en dat de verhouding van de diameter van het universum in verhouding tot de diameter van de baan van de Aarde rond de Zon gelijk was aan de verhouding van de diameter van de baan van de Aarde rond de Zon in verhouding tot de diameter van de Aarde. Deze veronderstelling kan ook worden uitgedrukt door te zeggen dat de stellaire parallax veroorzaakt door de beweging van de Aarde in zijn baan gelijk is aan de zonne-parallax veroorzaakt door de beweging rondom de Aarde.
Om een bovengrens te verkrijgen, maakte Archimedes gebruik van overschattingen van zijn gegevens door aan te nemen dat: 
- Dat de omtrek van de aarde niet groter is dan 300 myriade stadia (circa 5·105 km.)
- Dat de Maan niet groter was dan de Aarde, en dat de Zon niet meer dan dertig keer groter was dan de Maan.
- Dat de hoekige diameter van de Zon, gezien vanaf de Aarde, groter was dan het 1/200e deel van een rechte hoek.

Archimedes berekende ten slotte dat de diameter van het universum onder deze veronderstellingen niet meer dan 1014 stadia (in moderne eenheden, circa 2 lichtjaren) kon bedragen en dat het universum niet meer dan 1063 zandkorrels kon bevatten.

## Citaat
"Er zijn mensen, koning Gelon, die denken dat het aantal zandkorrels oneindig in aantal is; en ik bedoel met het zand niet alleen de zandkorrels in de buurt van Syracuse en de rest van Sicilië, maar ook de zandkorrels die men elke regio kan vinden of die nu bewoond of onbewoond is. Ook zijn er enkele, die zonder dat zij over een oneindig aantal spreken, van mening zijn dat er geen enkel getal benoemd is dat groot genoeg is om het aantal zandkorrels uit te drukken. En het is duidelijk dat als de aanhangers van deze gedachte een berg zand in gedachten zouden nemen zo groot als de massa van de aarde, waar alle zeeën en valleien van de Aarde tot de toppen van de hoogste bergen met zand worden opgevuld, zij nog vele malen verder van het inzicht verwijderd zouden zijn, dat er enig getal kan worden uitgedrukt, die deze massa van zandkorrels nog overschrijdt.
"Wat ik echter door middel van meetkundige, voor U volgbare bewijzen, zal proberen aan te tonen is, is dat van de door mij benoemde getallen in het werk, dat ik naar Zeuxippus heb verzonden, sommige getallen, niet alleen het aantal zandkorrels op Aarde, zoals hierboven beschreven, nog overtreft, maar ook die van een massa zandkorrels, gelijk aan de grootte van het gehele universum. "
— Archimedis Syracusani Arenarius & Dimensio Circuli

## Nederlandse vertaling
- E.J. Dijksterhuis, "Archimedes" in: Euclides, 1941, nr. 5, p. 253-256 en nr. 6, p. 257-265

## Voetnoten
1. ↑  Archimedes, "De zandrekenaar", door Ilan Vardi
2. ↑  biografie van Aristarchus op MacTutor
3. ↑  Newman, James R. - The World of Mathematics (De wereld van de wiskunde) (2000) - p.420